# IBM 메인프레임
| IBM 메인프레임의 역사 (1952년~현재) | IBM 메인프레임의 역사 (1952년~현재) |
| 출시 제품                           | 구조                                |
| ----------------------------------- | ----------------------------------- |
| 700/7000 시리즈                     | 다양함                              |
| 시스템/360                          | 시스템/360                          |
| 시스템/370                          | 시스템/370                          |
| 시스템/370                          | S/370-XA                            |
| 시스템/370                          | ESA/370                             |
| 시스템/390                          | ESA/390 (ARCHLVL 1)                 |
| z시리즈 900, 800, 990, 890          | z/아키텍처 (ARCHLVL 2)              |
| 시스템 z9                           | z/아키텍처 (ARCHLVL 2)              |
| 시스템 z10                          | z/아키텍처 ARCHLVL 3                |
| z엔터프라이즈 시스템                | z/아키텍처 ARCHLVL 3                |
| v • d • e • h                       |                                     |

IBM 메인프레임(IBM mainframe)은 IBM이 1952년부터 현재까지 생산 중인 대형 컴퓨터 시스템이다. 1960년대부터 1970년대까지 메인프레임 컴퓨터라는 용어는 시장 점유율로 인해 IBM 제품의 메인프레임과 거의 동일시하다시피 했다. IBM의 비즈니스 컴퓨터 계열에 속하는 현재의 메인프레임은 IBM 시스템/360의 기본 디자인을 발전시켜놓은 것이다.

## 제1/2 세대

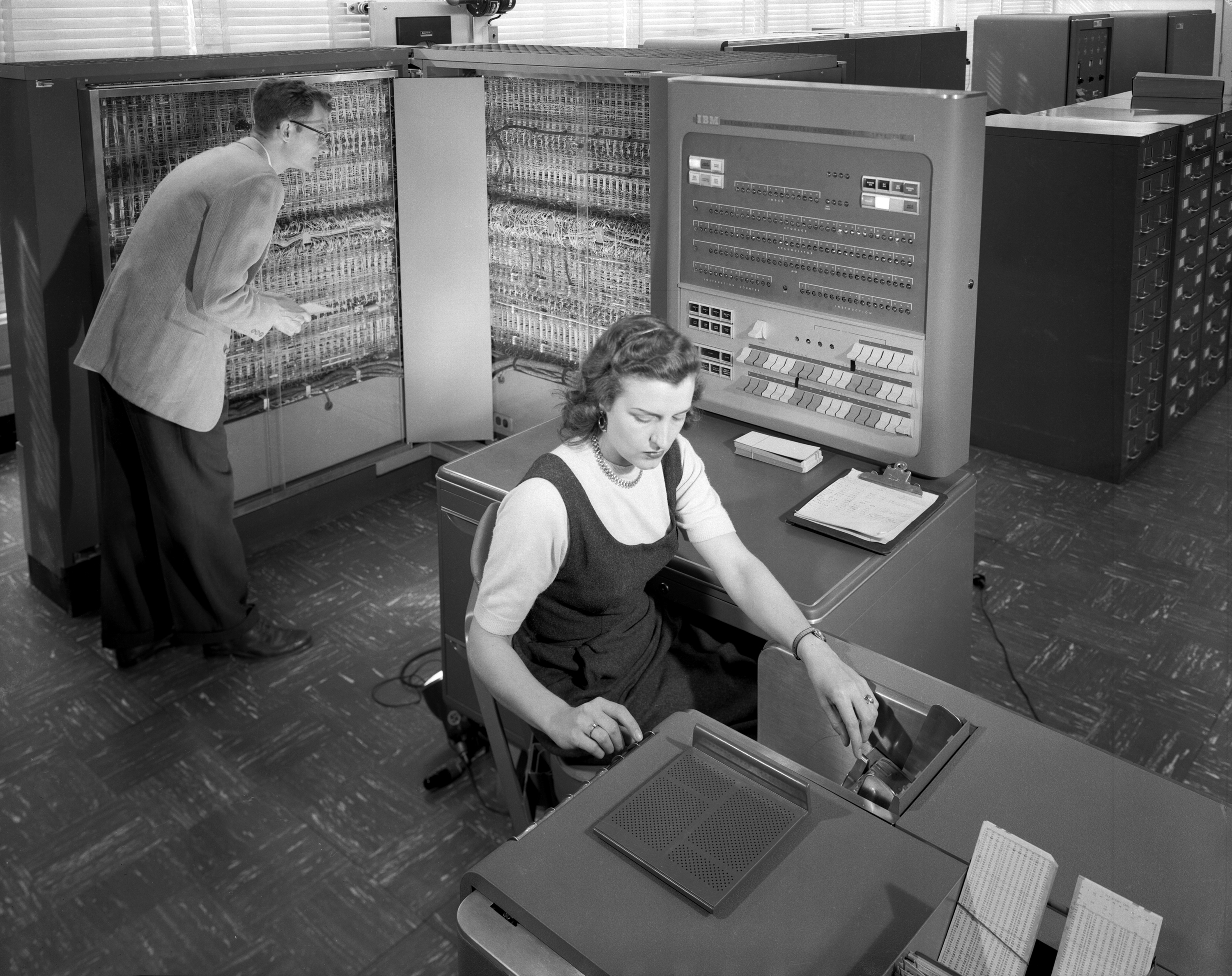
1957년 NACA에서의 IBM 704 메인프레임

1952년부터 1960년대 말까지 IBM은 IBM 700/7000 시리즈라는 이름의 여러 대형 컴퓨터 모델을 제조하고 마케팅했다. 1세대 700 계열은 진공관 기반이지만 나중에 2세대 7000 계열은 트랜지스터를 사용했다. 이 머신들은 전자 데이터 처리(EDP)에 영향력을 행사하였다. IBM은 다음과 같이 두 가지 분류의 모델이 있다:
- IBM 700/7000 시리즈
  - 701, 704, 709, 7090, 7040 (공학/과학용)
  - 702, 705, 705-II, 705-III, 7080, 7070, 7010 (상업/데이터 처리용)

이 두 분류는 일반적으로 공통된 주변 기기들을 사용했으나 완전히 다른 명령어 집합을 지니고 있었으며 각 분류 안에서도 호환성이 없었다.
IBM은 초기에 어떠한 소프트웨어도 없이 컴퓨터들을 판매했으며 고객들이 스스로 프로그램을 작성해야 했다. 프로그램들은 한 번에 한 번 수동으로 시작하여야 했다. 나중에 IBM은 새로 개발된, 더 고급인 프로그래밍 언어인 포트란과 코볼을 위한 컴파일러를 제공하였다. IBM 컴퓨터에 맞춘 최초의 운영 체제는 운영자가 잡(job)을 수동으로 설정하는 동안 유휴 상태가 지속되는, 매우 비싼 머신(1950년대 말 기준으로 $2M USD)을 원치 않는 IBM 고객들이 작성하였다. 이러한 운영 체제들은 스케줄로 처리되는 작업 대기열이 필수적이었다. 실 작업에 쓰이는 최초의 운영 체제는 제너럴 모터스의 연구 부서가 1956년에 만든 GM-NAA I/O로 간주된다. IBM은 GM-NAA I/O 이후 계열 가운데 하나인 SHARE 운영 체제를 강화하여 이를 IBSYS라는 이름으로 고객에게 제공하였다. 소프트웨어가 더 복잡해지고 중요해지면서 각기 다른 수많은 디자인 상에서 이를 지원하는 일이 부담이 되었는데, 이는 IBM이 시스템/360 운영 체제를 개발하게 된 요인 가운데 하나가 되었다.
트랜지스터 기반의 2세대 제품들은 IBM 비즈니스의 대들보였고, IBM은 시스템/360을 선보인 뒤에도 여러 해에 걸쳐 이들을 만드는 것을 쉬지 않았다. (일부 IBM 7094는 1980년대 들어서도 서비스 안에 남아 있었다.)

## 소형 머신

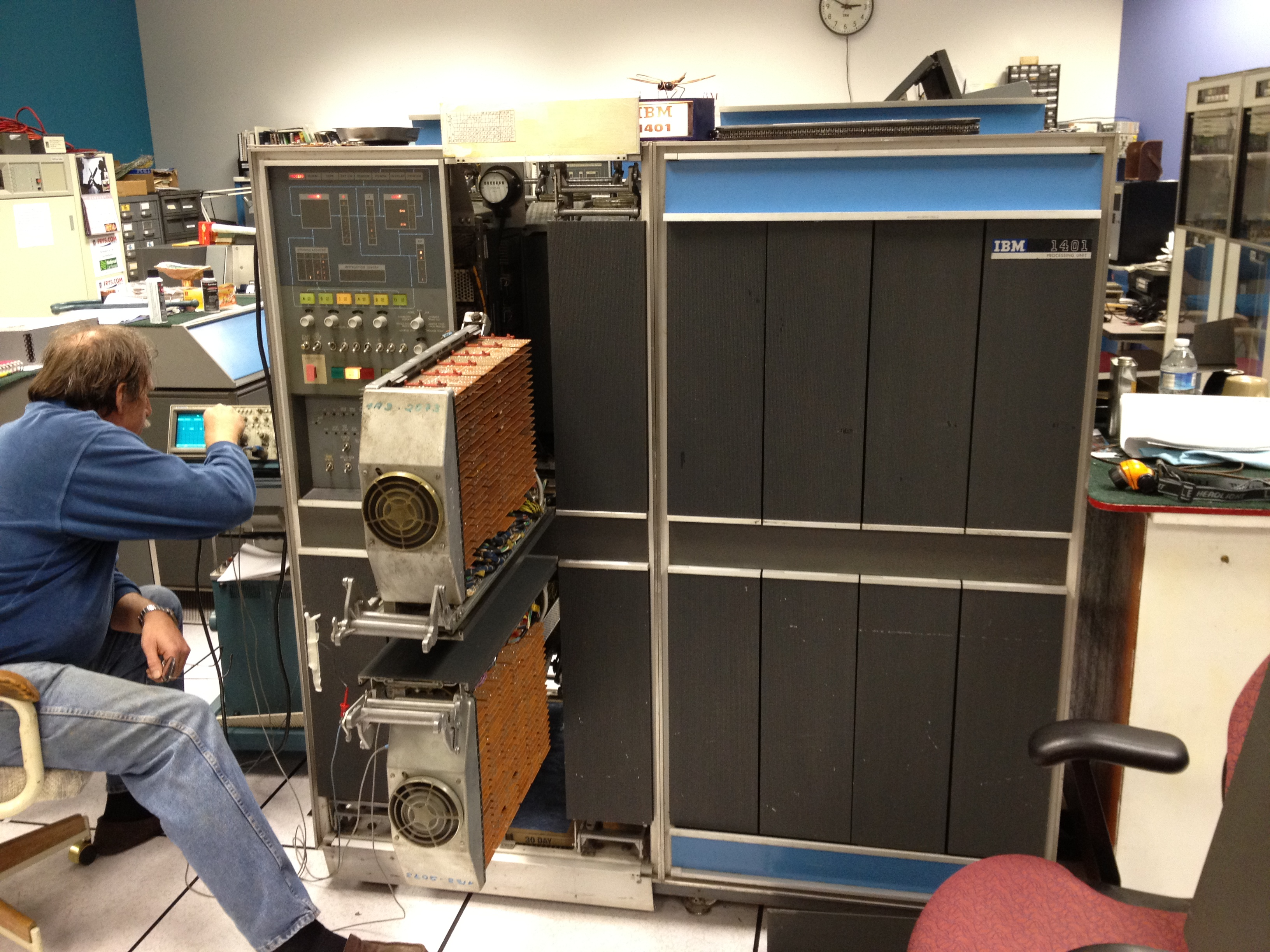
컴퓨터 역사 박물관에서 복원 중인 IBM 1401

시스템/360 이전에도 IBM은 크기 상 메인프레임으로 간주되지 않았던 소형 컴퓨터들을 판매했는데, 그렇다 할지라도 이들은 현대 표준에 따라 육중하고 비쌌다. 이 컴퓨터들은 다음을 포함한다:
- IBM 650
- IBM 305 RAMAC
- IBM 1400 시리즈
- IBM 1620

IBM은 고객들이 소형 머신에서 메인프레임으로 업그레이드하도록 만들기 어려웠는데, 수많은 소프트웨어를 다시 작성해야 했기 때문이었다. 7010은 1962년에 메인프레임 크기의 1410으로 도입되었다. 나중에 시스템 360과 370이 1400 머신을 에뮬레이트할 수 있었다. 각기 다른 명령어 집합을 지닌 책상 크기의 머신인 IBM 1130은 시스템/360과 동시에 공개되었다. 360과 동일한 EBCDIC 문자 인코딩을 사용하였고, 필요하면 대형 컴퓨터에 상대적으로 적용하기 쉬운 포트란으로 대부분 프로그래밍되었다.
메인프레임과 마이크로컴퓨터 사이의 컴퓨터 시스템 계열을 IBM은 미드레인지 컴퓨터라 불렀다.

## 추가 문헌
- Bashe, Charles J.;  외. (1986). 《IBM's Early Computers》. MIT. ISBN 0-262-02225-7.
- Prasad, Nallur and Savit, Jeffrey (1994). IBM Mainframes: Architecture and Design, 2nd ed. McGraw-Hill Osborne Media. ISBN 0-07-050691-4.
- Pugh, Emerson W.;  외. (1991). 《IBM's 360 and Early 370 Systems》. MIT. ISBN 0-262-16123-0.